# Strangalia splendida
Strangalia splendida är en skalbaggsart som först beskrevs av Aurivillius 1920.  Strangalia splendida ingår i släktet Strangalia och familjen långhorningar. Inga underarter finns listade i Catalogue of Life.